# ジャービス湾特別地域

ジャービス湾特別地域の位置

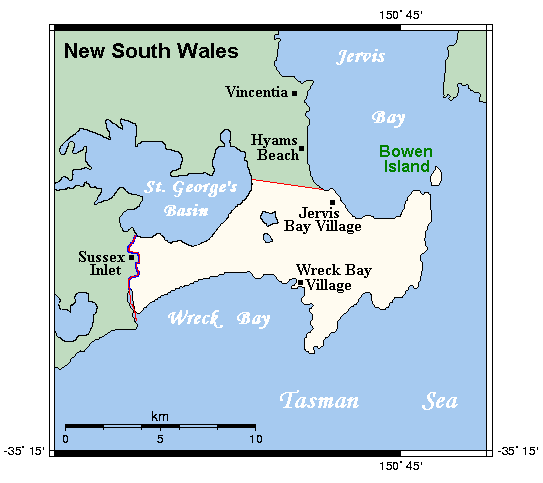
ジャービス湾特別地域

ジャービス湾特別地域 (ジャービスわんとくべつちいき、Jervis Bay Territory) は、オーストラリア南東部にある海岸地帯。連邦直轄区域である。人口は411人。ジャービス湾 (Jervis Bay) の南岸、およびレック湾 (Wreck Bay) 沿岸の半島部にあたる。湾の名前は、イギリス海軍提督初代セント・ヴィンセント伯爵ジョン・ジャービス (John Jervis) に因む。最初に到達したヨーロッパ人は、ジョン・オクスリーであった（1819年）。
1915年、ニューサウスウェールズ州 (NSW) から連邦政府に移り特別地域となった。これにより、首都キャンベラと関連し、沿岸部に連邦地区を設置するためのものである（キャンベラ市民の海浜行楽先として人気があるのは、NSWのベイトマンズベイ (Batemans Bay) である）。
1989年のオーストラリア首都特別地域 (ACT) の自治確立までは、ACTの一部であった。ジャービス湾特別地域は以後も非自治地域のままとなっている。特別地域省 (Ministry of Teritorries) の行政区分および連邦議会選挙区としてはキャンベラと同一である。